# ريناتا رويز
ريناتا رويز (بالإسبانية: Renata Ruiz) هي متسابقة ملكة الجمال وعارضة تشيلية، ولدت في 8 مايو 1984 في سانتياغو في تشيلي.

## وصلات خارجية
- ريناتا رويز على موقع IMDb (الإنجليزية)
- ريناتا رويز على موقع دليل عارضات الأزياء (الإنجليزية)